# Кардано, Джероламо
Джеро́ламо (Джироламо, Иероним) Карда́но (лат. Hieronymus Cardanus, итал. Girolamo Cardano, Gerolamo Cardano; 24 сентября 1501, Павия — 21 сентября 1576, Рим) — итальянский математик, инженер, философ, врач, астролог. Опубликовал фундаментальные труды по алгебре, теории вероятностей и механике, оказавшие огромное влияние на развитие науки.

## Биография
Джероламо Кардано был побочным сыном юриста Фацио (Fazio) Кардано, отец узаконил его лишь незадолго до своей смерти в 1524 году, женившись на Кларе Мичери, его матери. Мальчик часто болел, один раз даже был при смерти, но чудом выздоровел. С семи лет он работал у отца-юриста в качестве слуги, нося сумку с бумагами и книгами.
Со временем Фацио начал замечать смышлёность мальчика и его тягу к знаниям, поэтому обучил его чтению, письму и арифметике. Отец рассказывал ему разные истории, давал книги, которые мальчик с жадностью читал, всё чаще задумываясь о смысле бытия. Позже Джероламо пишет о своей юности в автобиографии:

Цель, к которой я стремился, заключалась в увековечении моего имени, поскольку я мог этого достигнуть, а вовсе не в богатстве или праздности, не в почестях, не в высоких должностях, не во власти.
— Джероламо Кардано «О моей жизни»
В 1520 году Кардано поступил в университет Павии на медицинский факультет, но из-за закрытия университета в 1524 году закончил своё обучение в Падуанском университете. В 1526 году получил диплом доктора и занимался сначала исключительно медициной (преподавал в Павии, Падуе). В 1534 году стал профессором математики в Милане, а в 1539 году был принят в Миланскую коллегию врачей. В 1562 году был вынужден покинуть Милан, и стал преподавать медицину в Болонье, завоевав репутацию одного из лучших европейских врачей, но занятия другими науками не забросил. Подрабатывал также составлением астрологических альманахов и гороскопов. За составление и публикацию гороскопа Иисуса Христа (1570) был обвинён в ереси, провёл несколько месяцев в тюрьме и был вынужден уехать в Рим, чтобы просить у Папы отпущение грехов.
В 1531 году Кардано женился на 15-летней Лючии Бондарени. Жена умерла в 1546 году, оставив на попечении Кардано двух сыновей и дочь. Старший сын Кардано был осуждён за убийство изменницы-жены и казнён, а младший сын стал игроком и воровал деньги у отца, в результате чего был изгнан из Болоньи.
Согласно легенде, Кардано предсказал день своей смерти и, чтобы оправдать своё предсказание, покончил с собой. В действительности он ошибся на 3 года, назначив день своей кончины на декабрь 1573 года.

## Научная и инженерная деятельность
Несмотря на то, что Кардано практически всю жизнь занимался медициной, он оставил свой след во многих областях науки, что было характерно для учёных-энциклопедистов эпохи Возрождения.

### Алгебра
Кардано внёс значительный вклад в развитие алгебры. Он первым в Европе стал использовать отрицательные корни уравнений. Его имя носит формула Кардано для нахождения корней кубического неполного уравнения вида {\displaystyle x^{3}+ax+b=0.} В действительности, Кардано решал кубические уравнения трех типов: {\displaystyle x^{3}+b=ax}, {\displaystyle x^{3}=ax+b} и {\displaystyle x^{3}+ax=b,} где {\displaystyle a,b} — положительные числа; эти уравнения считались разными, поскольку отрицательные коэффициенты во времена Кардано практически не использовались. На самом деле Кардано не открывал этот алгоритм и даже не пытался приписать его себе. В своём трактате «Великое искусство» («Ars Magna») он признаётся, что узнал формулу от Никколо Тартальи, пообещав сохранить её в тайне, однако обещание не сдержал и спустя 6 лет (в 1545 году) опубликовал упомянутый трактат. Из него учёный мир впервые узнал о деталях замечательного открытия. Кардано оправдывал нарушение обещания тем, что он включил в свою книгу новые открытия, сделанные им самим и его учеником Лодовико (Луиджи) Феррари, в том числе общее решение уравнения четвёртой степени. В своём трактате Кардано пишет:

Получив решение Тартальи и ища доказательство его, я пришёл к пониманию, что здесь можно было также сделать великое множество других вещей. Преследуемый этой мыслью и с возросшей верой, я обнаружил эти другие вещи, частично сам, частично с помощью Лодовико Феррари, некогда моего ученика.

Кардано также обнаружил, что кубическое уравнение может иметь три вещественных корня (этот факт остался незамеченным даже в трудах Омара Хайяма), причём сумма этих корней всегда равна коэффициенту при {\displaystyle x^{2}} с противоположным знаком (одна из формул Виета).
Прикладное значение формул Кардано было не слишком велико, так как к этому моменту математики уже разработали численные методы для вычисления корней уравнений любой степени с хорошей точностью; один из таких расчётных алгоритмов (автор называл его «золотым правилом», которое является развитием «правила двойного ложного положения») разработал и подробно изложил в «Великом искусстве» сам Кардано. Однако открытие нового теоретического метода, неизвестного ни грекам, ни математикам исламского мира, воодушевило математиков Европы. Оно также стало основой для введения одного из важнейших математических объектов — комплексных чисел. Продолжателем исследований итальянской школы алгебраистов стал Рафаэль Бомбелли.

### Теория вероятностей
В 1663 году была опубликована (посмертно) ещё одна работа Кардано, называвшаяся «Книгой об игре в кости» — исследование по математической теории азартных игр, написанная в 1526 году. Это был один из первых серьёзных трудов по комбинаторике и теории вероятностей. Хотя Кардано допустил там ряд ошибок, он первым близко подошёл к общему понятию вероятности:

Итак, имеется одно общее правило для расчёта: необходимо учесть общее число возможных выпадений и число способов, которыми могут появиться данные выпадения, а затем найти отношение последнего числа к числу оставшихся возможных выпадений.

Кардано также сделал проницательное замечание, предвосхитившее «закон больших чисел»: реальное количество исследуемых событий может при небольшом числе игр сильно отличаться от теоретического, но чем больше игр в серии, тем доля этого различия меньше.

### Техника
В качестве инженера Кардано в своих трудах подробно описал множество механизмов, в том числе свои собственные изобретения — например, масляную лампу с автоматической подачей масла и кодовый замок. Считается изобретателем карданного вала (несмотря на то, что его механизм был известен ещё Леонардо да Винчи, Кардано был первым, кто опубликовал устройство изобретения).

### Другие области научной деятельности
В историю криптографии Кардано вошёл как изобретатель несложного шифровального устройства, использовавшегося в переписках и получившего название «решётка Кардано».
Несмотря на медицинское образование, вклад Кардано в этой области науки был гораздо скромнее: он оставил первое детальное описание тифа, нереализованный проект переливания крови и предположение о том, что причинами инфекционных болезней являются живые существа, невидимые глазом из-за малых размеров. Также разработал метод обучения слепых, сходный с брайлевским.
Философские воззрения Кардано носят мистико-пантеистический характер; изложение запутанно и иногда крайне поверхностно; отдельные взгляды, часто глубокомысленные, не связаны между собой ясной и последовательной мыслью. Идеи Кардано осуждали Скалигер и Кампанелла.

## Автобиография
Автобиография «О моей жизни», написанная Кардано на склоне лет, стала одним из способов «увековечить своё имя». Она представляет собой детализированное историческое повествование, на основе которого можно составить представление о жизненном укладе XVI века.

## Труды
Несмотря на многочисленность сочинений Кардано (более 130 работ), в науке сохранилась лишь формула его имени, которую открыл не он, и названные в его честь карданов подвес и карданный вал, которые также были известны задолго до Кардано.
Полное собрание сочинений Кардано (Opera omnia) содержит 10 томов, напечатанных мелким шрифтом.
Здесь список лишь некоторых его сочинений:
- De malo recentiorum medicorum usu libellus (в 1536 впервые издана в Венеции, медицина).
- Practica arithmetice (в 1539 впервые издана в Милане, математика).
- De Consolatione (в 1542 впервые издана в Венеции)
- «Великое искусство» (Ars magna, впервые издана в 1545 в Нюрнберге, математика)
- De immortalitate animorum (в 1545 впервые издана в Лионе, алхимия).
- Opus novum de proportionibus (механика).
- Contradicentium medicorum (в 1545 впервые опубликована в Венеции, медицина).
- Exaereton mathematicorum (в 1663 впервые издана в Лионе, математика)
- «О тонкости сущностей» (De subtilitate rerum, в 1550 впервые издана в Нюрнберге, энциклопедия с натурфилософским уклоном; многократно перепечатывалась (в том числе в переводах на совр. языки) в западной Европе второй половины XVI века).
- De libris propriis (в 1544 впервые издана в Нюрнберге, комментарии).
- «О многообразии вещей» (De rerum varietate, в 1557 впервые издана в городе Базель, энциклопедия с натурфилософским уклоном).
- De numerorum proprietatibus (в 1663 впервые издана в Лионе).
- De vita propria (в 1663 впервые издана в Лионе, автобиография).
- Об азартных играх (Liber de ludo aleae, написана в 1564, но в 1663 впервые издана в Лионе, теория вероятностей в приложении к азартным играм).
- De Musica (в 1663 впервые издана в Лионе)[27].

## Память
В честь учёного названы:
- открытые Сципионом дель Ферро формулы решения кубического уравнения (Кардано был их первым публикатором);
- карданов подвес;
- карданный вал;
- решётка Кардано;
- блокчейн платформа Cardano (ADA).

В 1935 году Международный астрономический союз присвоил имя Джероламо Кардано кратеру на видимой стороне Луны.